# Parque de Xavier Montsalvatge
El parque de Xavier Montsalvatge se encuentra en el distrito de Horta-Guinardó de Barcelona. Fue creado en 2007 con un proyecto de Jaime Coll y Judith Leclerc. Está dedicado al compositor Xavier Montsalvatge (Gerona, 1912 - Barcelona, 2002), Premio Nacional de Música en 1985.

## Descripción
El parque se encuentra por encima de la ronda de Dalt, en el límite con la sierra de Collserola. Se halla sobre las Cocheras de Horta, un aparcamiento de autobuses de Transportes Metropolitanos de Barcelona. Por ello, inicialmente se llamó Parque de las Cocheras de Horta, aunque en 2008 fue rebautizado con su nombre actual, en honor al compositor. Cuando se construyó la cochera ya estaba prevista la construcción de una cubierta ecológica en su tejado, que aprovechando la pendiente del terreno queda al nivel de la calle en su zona superior. A la vez que parque, esta cubierta sirve para la recogida de aguas pluviales, a través de un sistema de embudos de hormigón que conducen el agua hasta un desagüe central. Estos embudos, de forma circular, marcan la topografía del terreno, ya que crean una serie de islas de diferente configuración, algunas duras y otras de césped u otro tipo de vegetación, lo que hace que se alterne el color y crea un tapiz de varias tonalidades. Por otro lado, los diferentes materiales utilizados hace que se generen dos tipos de paisaje: uno frío, derivado del hormigón, la arena, el mármol y la hiedra, ideal para actividades como el patinaje, el bike trail o los coches teledirigidos; y otro cálido, procedente del caucho, la hierba y las enredaderas, pensado para el ocio, el paseo o el pícnic. El arbolado está compuesto principalmente por álamos negros (Populus nigra), árboles del Paraíso (Elaeagnus angustifolia), ciruelos de hojas púrpura (Prunus cerasifera var. pissardii), acacias floribundas («Acacia retinoides), tamarindos rosas (Tamarix pentandra), olivos (Olea europaea) y pinos piñoneros (Pinus pinea).